# Kiskunhalas

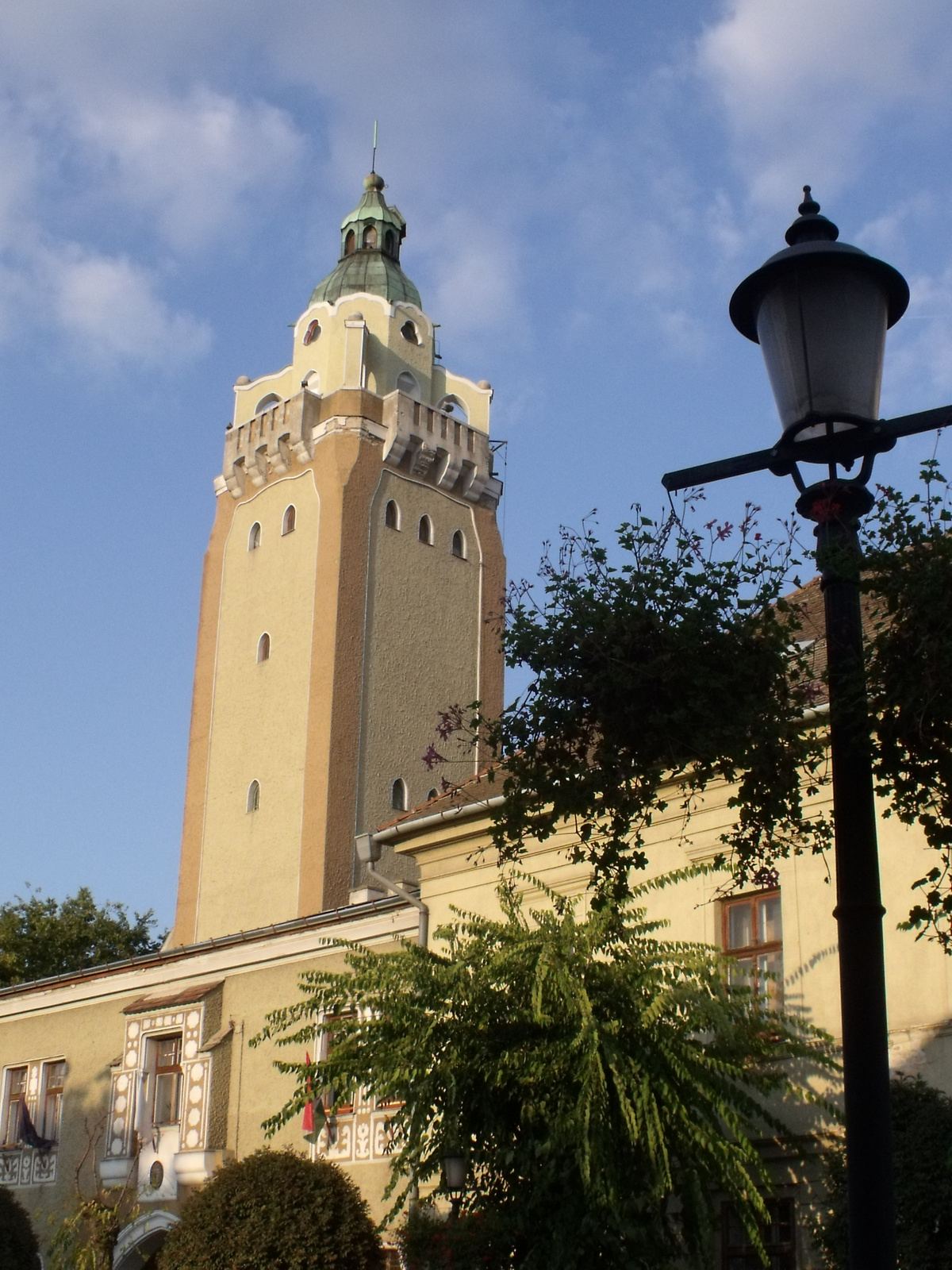
Rathausturm

Kiskunhalas [ˈkiʃkunhɒlɒʃ] (deutsch: Hallasch) ist eine Stadt im Kreis Kiskunhalas im Komitat Bács-Kiskun 130 km südlich von Budapest in Ungarn.

## Geschichte
Der Name der Stadt setzt sich aus Kis („klein“), kun für das Volk der Kumanen und halas für den früheren Fischreichtum (hal – „Fisch“; halas – ‘mit vielen Fischen’) der umliegenden Seen zusammen. Die Ursprünge der Stadt lassen sich bis ins achte Jahrhundert zurückverfolgen. Ab 895 bestanden einige Siedlungen im heutigen Stadtgebiet, ihre erste schriftliche Erwähnung fand die Stadt im Jahr 1347.
Im 16. und 17. Jahrhundert hielt die Reformation Einzug in Kiskunhalas. Bis 1754 war die Stadt das Zentrum der Region Kiskunság (Kleine Kumanei), infolge der starken Unterstützung der Bevölkerung für den Protestantismus verlor sie diese Stellung. 1770 wurde eine römisch-katholische, 1823 eine presbyterianische Kirche errichtet. 1910 hatte die Stadt erstmals 25.000 Einwohner.

## Kultur
Im János-Thorma-Museum sind archäologische Funde aus der Region sowie Werke des gleichnamigen Künstlers ausgestellt.

## Partnerstädte
- Kanjiža, Serbien
- Kronach, Deutschland
- Nowy Sącz, Polen
- Sfântu Gheorghe, Rumänien
- Subotica, Serbien

## Berühmte Personen aus Kiskunhalas
- Sándor Garbai (1879–1947), Ministerpräsident der Ungarischen Räterepublik im Jahre 1919
- Bence Halász (* 1997), Hammerwerfer
- Dezső Lakatos (1944–1997), Jazzmusiker
- Erika Miklósa (* 1970), Sopranistin
- Blanka Szávay (* 1993), Tennisspielerin
- Ágnes Szávay (* 1988), Tennisspielerin
- Lili Tóth (* 1986), Schachspielerin
- Viktor Tóth (* 1977), Jazzmusiker
- Gabi Gál, Sängerin

## Siehe auch

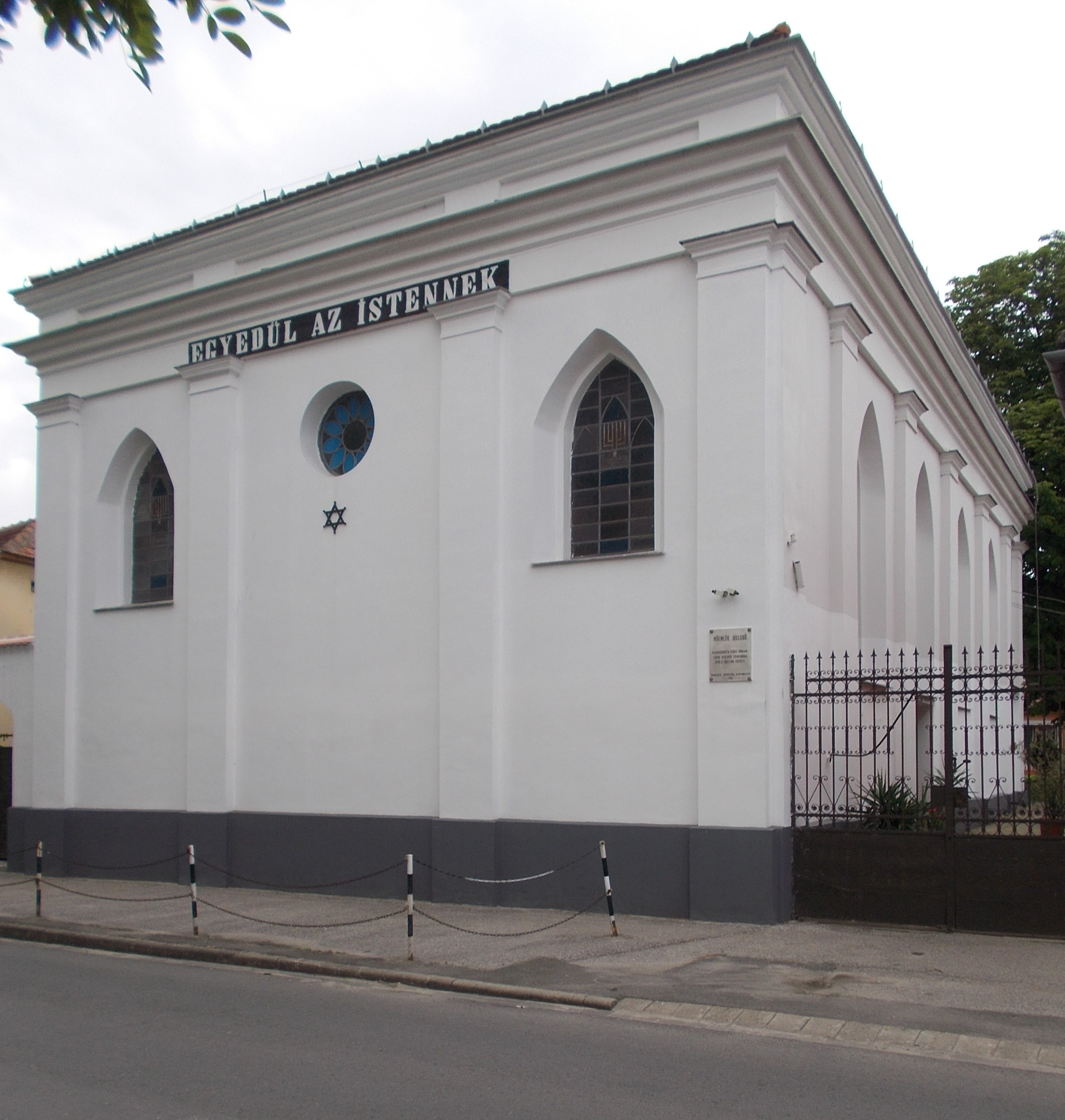
Synagoge
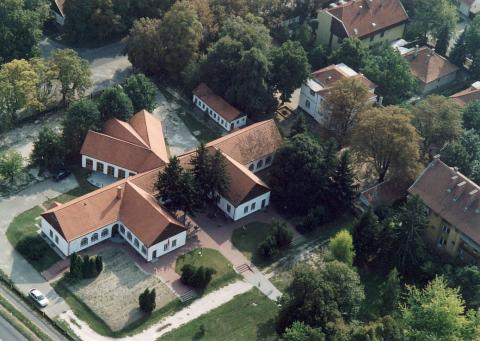
Lace Museum
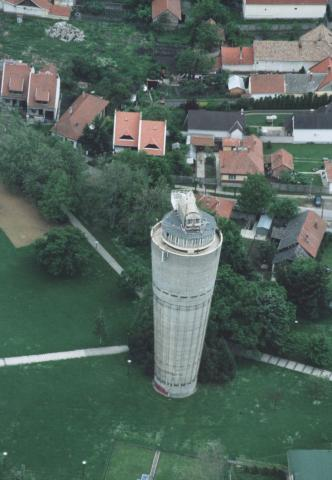
Wasserturm
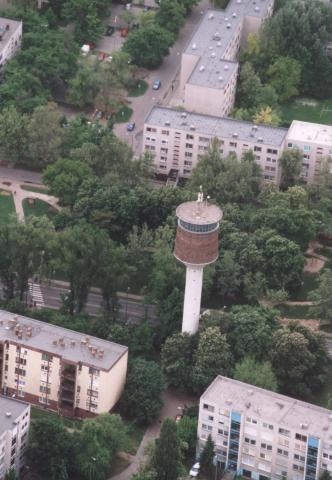
Wasserturm